# Friese Aero Club
De Friese Aero Club (FAC) is een bij de Koninklijke Nederlandse Vereniging voor Luchtvaart (KNVvL) aangesloten zweefvliegclub opgericht in 1956. De vliegactiviteiten vinden voornamelijk plaats vanaf de militaire Vliegbasis Leeuwarden.
De Friese Aero Club verzorgt ook opleidingen in moderne tweepersoons-zweefvliegtuigen van het type DG-1001.

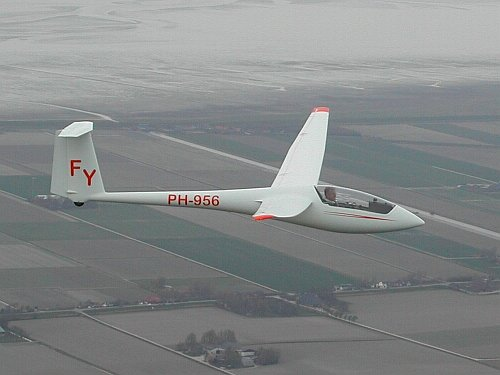
ASW20 PH-956 boven Friesland

De thuisbasis van de Friese Aero Club is Vliegbasis Leeuwarden. Op dit vliegveld bezit de club een eigen hangar met werkplaats en een clubhuis. Er wordt hoofdzakelijk in de weekeinden en op andere extra vrije dagen gevlogen; in de zomermaanden vliegt men ook op vrijdagavonden tot aan zonsondergang. In de paasvakantie wordt voor beginners een opleidingskamp georganiseerd en ook wordt voor alle leden een zomerkamp op een - steeds wisselend - vliegveld in binnen- of buitenland gehouden.
De Friese Aero Club bezit zweefvliegtuigen, een motorzwever, transportmaterieel en een lier om de zweefvliegtuigen in de lucht te krijgen. De leden van de club maken gebruik van dat materieel en betalen daarvoor in de vorm van contributie.